# Toma Roșu
Toma Roșu (n. 1875, Dobra, județul Hunedoara – d. 1949, Câmpia Turzii, județul Cluj) a fost un deputat în Marea Adunare Națională de la Alba Iulia, organismul legislativ reprezentativ al „tuturor românilor din Transilvania, Banat și Țara Ungurească”, cel care a adoptat hotărârea privind Unirea Transilvaniei cu România, la 1 decembrie 1918 :p. 222.

## Biografie
Toma Roșu a făcut școala primară, gimnaziul la Brad și Institutul Pedagogic din Sibiu. În perioada 1894-1901 a fost învățător la școala primară din Deva, fiind ulterior numit învățător în Dobra. După Marea Unire a fost numit revizor școlar în județul Turda, iar mai târziu inspector școlar în municipiul Cluj :p. 222.

## Activitatea politică
Ca deputat în Adunarea Națională din 1 decembrie 1918, Toma Roșu a fost delegat al Cercului electoral Dobra :p. 222.